# 马岭街道
马岭街道，原为马岭镇，是中华人民共和国贵州省黔西南布依族苗族自治州兴义市下辖的一个乡镇级行政单位。2019年7月11日，撤镇设街道。

## 行政区划
马岭街道下辖以下地区：
马岭社区、龙井村、光明村、平寨村、瓦嘎村、互助村、团结村和大蚌村。